# RapidEye

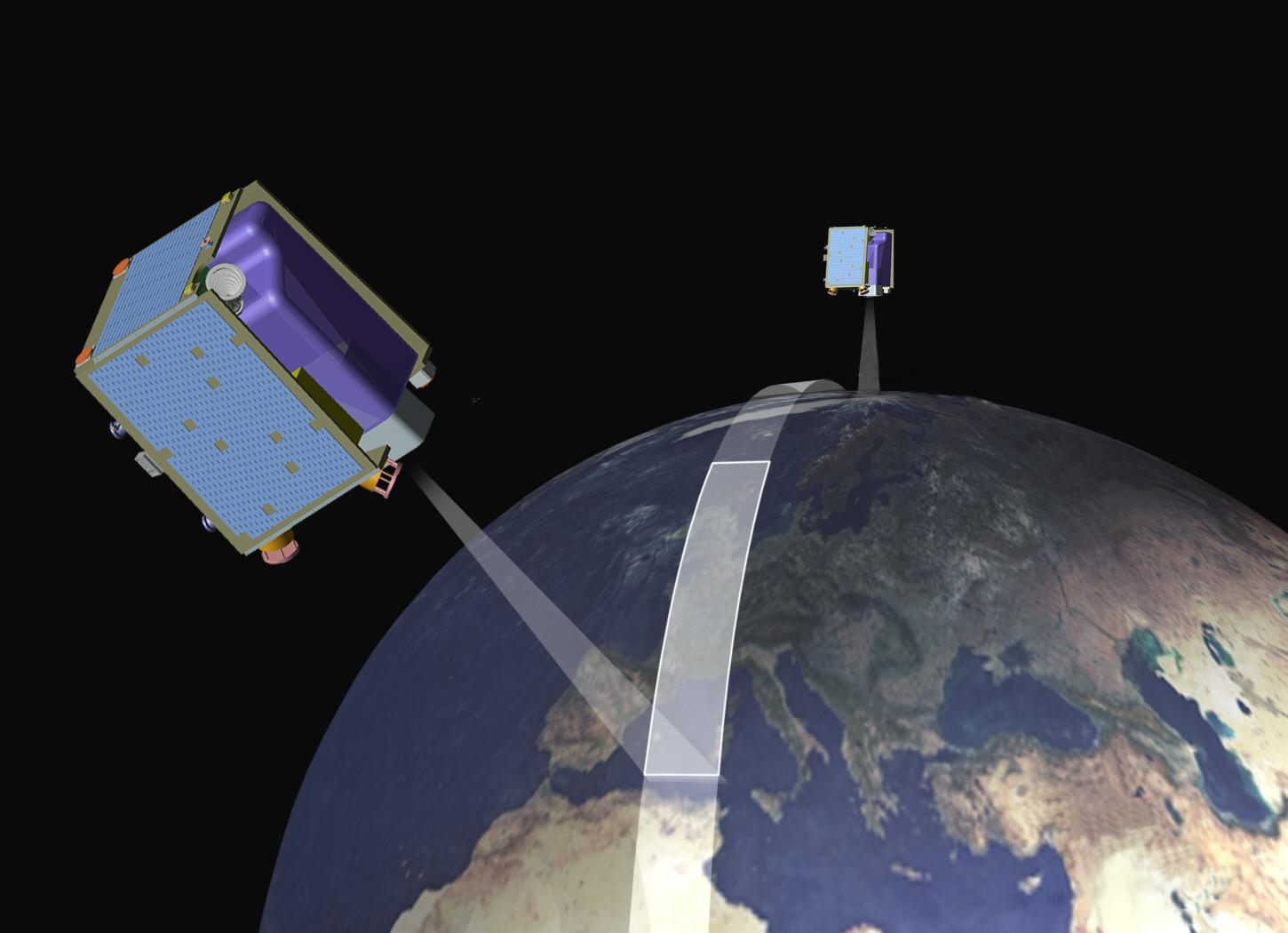
Dois dos cinco satélites RapidEye

RapidEye é uma constelação de 5 micro-satélites que foi lançada no dia 29 de Agosto de 2008. É controlada pela empresa RapidEye AG, localizada em Brandenburg an der Havel, no estado de Brandemburgo, perto de Berlim, na Alemanha.
A RapidEye AG é uma empresa de dados e serviços geo-espaciais baseados em imagens de satélite para serem usados nas seguintes áreas:
- Agricultura
- Floresta
- Seguro
- Óleo & Gás
- Governos
- Cartografia
- Visualização & Simulação

Os satélites tem uma resolução espacial de 5 metros multiespectral, registrando em 5 faixas espectrais nas regiões do visível e do quase infravermelho, introduzindo a faixa do red-edge.
A constelação de satélites é capaz de imagear mais de quatro milhões de quilômetros quadrados da superfície da Terra diariamente, resultando na possibilidade de imagear todo o estado de São Paulo em 6 dias com uma resolução de 5 metros.[carece de fontes?]